# St. Georg (Rettenberg)

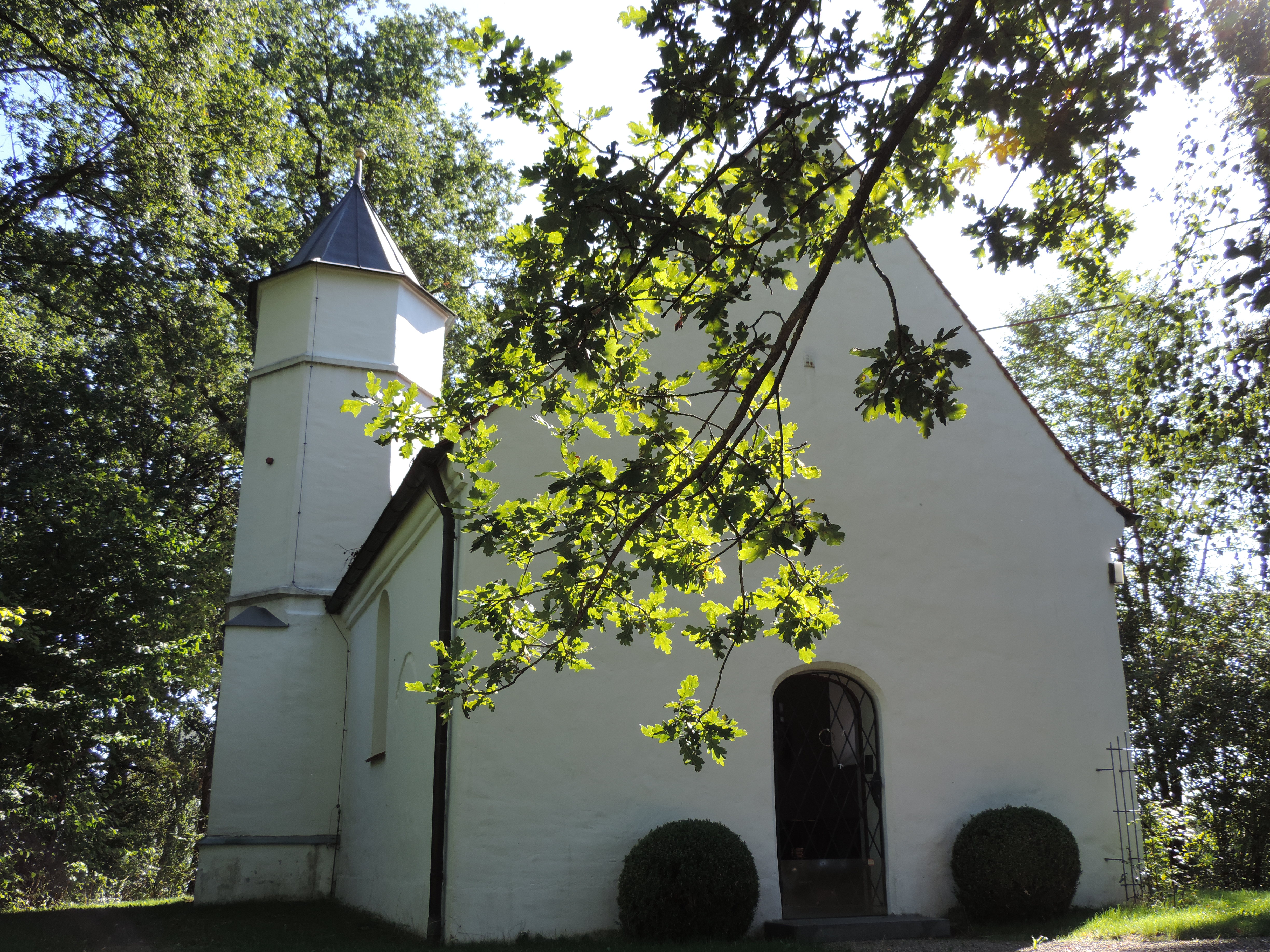
St. Georg in Rettenberg

Die Kirche St. Georg in Rettenberg bei Friedberg ist ein Baudenkmal aus dem 13. Jahrhundert.

## Geschichte
Reste einer bei Sanierungsmaßnahmen zwischen 1973 und 1986 aufgefundenen Altarschrankenplatte mit Flechtwerk erlauben die Datierung einer um 850 aus Tuff- und Kalkstein errichteten Vorgängerkirche. Diese wurde in den Ungarn- und Welfenkriegen zerstört.
Die heutige Kirche wurde im frühen 13. Jahrhundert errichtet. Um 1250 wurde der Turm ergänzt, welcher im frühen 16. Jahrhundert um den achteckigen Aufbau erhöht wurde. Die Glocken sind aus dem Jahre 1752. Der Innenraum wurde Mitte des 18. Jahrhunderts barockisiert.

## Baubeschreibung
Die Kirche ist ein flachgedeckter Saalbau mit eingezogenem Rechteckchor. Der stumpf an der Nordseite angesetzte Turm hat einen geschwungenen Spitzhelm.

## Ausstattung
Der zweisäulige Altar und die Figur des heiligen Georg auf dem Pferd stammen aus dem 17. Jahrhundert. Die Seitenfiguren der heiligen Elisabeth (links) und der heiligen Dorothea (rechts) sind aus dem 15. Jahrhundert. Bei den Figuren in der Kirche handelt es sich um Nachbildungen, die Originale befinden sich in der Pfarrkirche in Paar. Das Deckenfresko wird Sigismund Reis zugeschrieben und zeigt die „Verherrlichung des heiligen Georg“ über der Darstellung Rettenbergs und einer bäuerlichen Gruppe: die Frauen mit Otterfellmützen und die Männer in Friedberger Tracht. Die Kreuzwegtafeln stammen aus dem Ende des 18. Jahrhunderts. Die Stuhlwangen entstanden in der Zeit um 1790.

## Legende des Mehlsacks zu Rettenberg
Rettenberg lag auf der Römerstraße von Augsburg nach Wels. Entlang der Straße fanden sich Meilensteine. Der Stumpf einer dieser Steine ist rechts vom Hauptaltar der Kirche zu sehen. Um diesen Stein rankt sich die Sage einer armen Frau, die nach Rettenberg kam und um Brot für ihre Kinder bettelte. Nachdem sie von einer Bäuerin abgewiesen wurde, fragte sie diese, ob sie ein wenig Mehl aus einem vollen Sack bekommen könne, was ihr wiederum verweigert wurde. Im Zorn wünschte sich die Bettlerin, das Mehl solle zu Stein werden, was dann auch geschah. Die reuige Bäuerin gab ihr daraufhin von ihrem anderen Mehl. Der steinerne Mehlsack wurde in die Kirche gebracht, um die Gläubigen daran zu erinnern, wie schändlich Geiz sei.
Menschen mit Zahnschmerzen kratzten früher Material von dem Stein und stopften dieses in das Zahnloch um den Schmerz zu bekämpfen. Dieses vermeintliche Wunder kann damit erklärt werden, dass der Stein Arsen enthält, wie Untersuchungen zeigten.